# Canthon staigi
Canthon staigi är en skalbaggsart som beskrevs av Guido Pereira 1953. Canthon staigi ingår i släktet Canthon och familjen bladhorningar. Inga underarter finns listade.